# Římské dobytí Británie
Dobytí ostrova Británie Římskou říší byl proces, který zahájil Julius Caesar roku 54 př. n. l. a byl z velké části dokončen, v jižní polovině Británie (většina Anglie a Walesu), v roce 87, kdy byla založena silnice Stanegate. Dobyté území se stalo římskou provincií Britannia.
Po invazi Julia Caesara do Británie v roce 54 př. n. l. se některá jihobritská keltská náčelnictví stala spojenci Římanů. Vyhnanství jejich spojence Vericy poskytlo Římanům záminku k invazi roku 43 za císaře Claudia. Římská armáda byla naverbována v Itálii, Hispánii a Galii a používala nově vytvořenou flotilu Classis Britannica. Pod vedením generála Aula Plautia Římané pronikli z jihovýchodu do vnitrozemí a porazili Britony v bitvě u Medway. V roce 47 drželi Římané území jihovýchodně od Fosse Way. Britský odpor vedl náčelník Caratacus až do své porážky v roce 50. Ostrov Mona (dnes Anglesey), pevnost druidů, byl napaden v roce 60. Tažení Římanů bylo přerušeno povstáním vedeným Boudiccou, během kterého Britové zničili Camulodunum, Verulamium a Londinium.  Římané vzpouru potlačili. 
Dobytí Walesu trvalo až do roku 77. Římský generál Gnaeus Julius Agricola dobyl během následujících sedmi let většinu severní Británie. V roce. porazil Agricola kaledonskou armádu vedenou Calgacusem v bitvě u Mons Graupius. Římané se však brzy ze severní Británie stáhli. Poté, co byl Hadriánův val zřízen jako severní hranice Římské Británie, kmeny v regionu se opakovaně bouřily proti římské nadvládě a po celé severní Británii byly nadále udržovány pevnosti na ochranu před těmito útoky.